# Kristin Richardson
Kristin Richardson (Shawnee Mission, 4 agosto 1970) è un'attrice statunitense.
Kristin Kay Willits, conosciuta dopo il matrimonio come Kristin Richardson, ha frequentato per un semestre l'Università del Kansas, prima di trasferirsi alla Oklahoma City University, dove si è laureata in Arti dello Spettacolo.
Nel 1999 è stata una delle ballerine di Cher durante il Do You Believe Tour e nel video clip Believe. Compare nella prima serie di Supernatural, nell’episodio “Home” (Ritorno a casa).
Dal 17 giugno 2000 è sposata con Kevin Richardson, membro dei Backstreet Boys. Hanno due figli: Mason Frey e Maxwell Haze.

## Filmografia

### Cinema
- Rock Star, regia di Stephen Herek (2001)
- Jarhead, regia di Sam Mendes (2005)
- Final Move - Gioca o muori (Final Move), regia di Joey Travolta (2006)

### Televisione
- Streghe (Charmed) – serie TV, episodio 5x12 (2003)
- Lost – serie TV, episodio 1x08 (2004)
- Cold Case - Delitti irrisolti - serie TV, episodio 3x01 (2005)
- Supernatural – serie TV, episodio 1x09 (2005)
- CSI: Miami – serie TV, episodio 6x10 (2007)
- Criminal Minds – serie TV, episodio 4x16 (2009)

## Doppiatrici italiane
Nelle versioni in italiano delle opere in cui ha recitato, Kristin Richardson è stata doppiata da:
- Isabella Pasanisi in Lost
- Laura Latini in Cold Case - Delitti irrisolti
- Francesca Fiorentini in CSI - Scena del crimine
- Alessandra Korompay in CSI: Miami
- Laura Romano in CSI: NY